# Șamî, Kozeleț
Șamî (în ucraineană Шами) este un sat în comuna Bileikî din raionul Kozeleț, regiunea Cernihiv, Ucraina.

## Demografie
Componența lingvistică a localității Șamî
     Ucraineană (98,75%)
     Rusă (1,25%)
Conform recensământului din 2001, majoritatea populației localității Șamî era vorbitoare de ucraineană (98,75%), existând în minoritate și vorbitori de rusă (1,25%).